# Evangelische Kirche (Mutterstadt)
Die Evangelische Kirche ist ein denkmalgeschütztes Bauwerk in Mutterstadt im Rhein-Pfalz-Kreis.

## Vorgängerbauten
Die ehemals katholische Pfarrkirche St. Mariä Himmelfahrt wurde 1566 nach der Einführung des Calvinismus in der Kurpfalz reformiert und diente bis 1698 ausschließlich der reformierten Gemeinde. Im Zuge der Durchführung der 1705 von Kurfürst Johann Wilhelm erlassenen Religionsdeklaration fiel sie im Jahr 1707 durch Losentscheid an die Reformierten.
An der Stelle der heutigen protestantischen Pfarrkirche ist schon um das Jahr 950 eine Kirche belegt.

## Architektur
Der spätgotische Wehrturm entstand ab 1517. Das heutige Kirchenschiff wurde in den Jahren 1754 bis 1755 nach Plänen des kurfürstlichen Hofbaumeisters Franz Wilhelm Rabaliatti errichtet.

## Ausstattung
Die Kirche der reformierten Gemeinde erhielt im Jahr 1786 die von den Gebrüdern Stumm erbaute Orgel und wurde 1792 durch Einziehung einer zweiten Empore erweitert. Im Jahr 1831 kam es zu einer gründlichen Erneuerung der Kirche unter Veränderung des Dachstuhls über dem Schiff. 1882 wurde ein neues Geläut beschafft und das Torhaus an der Umfriedung abgerissen. Darüber hinaus beinhaltet das Gebäude eine Kanzel.